# Meredith Vieira
Meredith Vieira (Providence, 30 dicembre 1953) è una giornalista e conduttrice televisiva statunitense.

## Biografia
Nata a Providence in una famiglia di origini portoghesi, la Vieira si laureò alla Tufts University.
La sua carriera giornalistica ebbe inizio negli anni settanta, quando venne assunta come reporter da alcune reti locali del New England. Nel 1982 approdò alla CBS e divenne corrispondente per alcune note trasmissioni come 60 Minutes, per poi essere co-conduttrice di CBS Morning News.
Nel 1994 passò dalla CBS alla ABC e nel frattempo cominciò a condurre per Lifetime la trasmissione di biografie Intimate Portrait, che presentò per dieci anni.

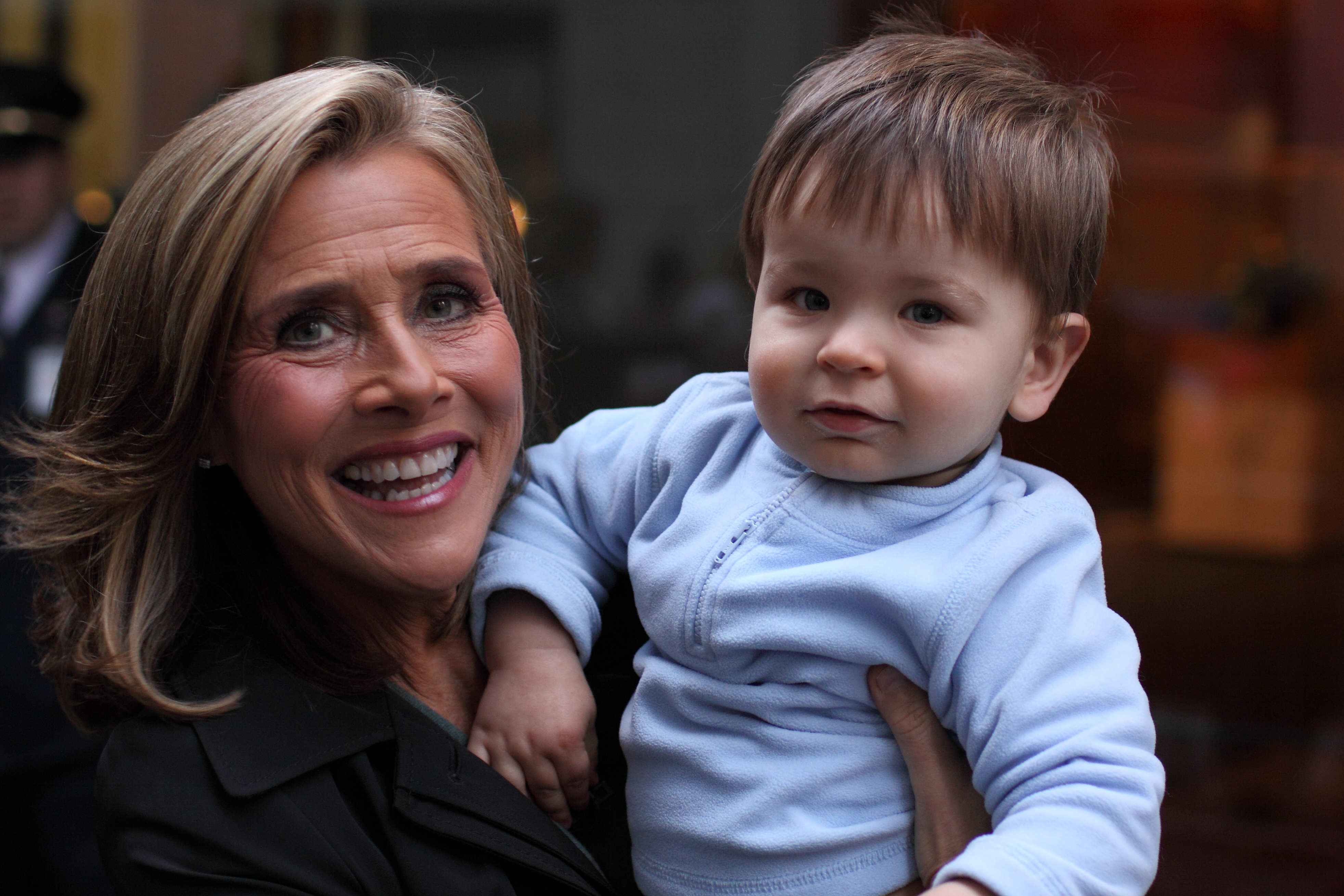
Meredith Vieira nel 2010

Sulla ABC la Vieira ottenne una grande popolarità come co-conduttrice e moderatrice del talk-show The View. La Vieira condusse la trasmissione per nove anni, fin quando nel 2006 annunciò il suo abbandono e venne sostituita da Rosie O'Donnell.
Inoltre, dal 2002 al 2013, la Vieira condusse in syndication la versione statunitense di Chi vuol essere milionario?. Per questa ed altre trasmissioni la conduttrice ottenne varie candidature al Premio Emmy, vincendolo in più occasioni.
Dopo aver lasciato la ABC, la Vieira venne assunta dalla NBC per sostituire Katie Couric alla conduzione di Today. La Vieira condusse il programma insieme a Matt Lauer per cinque anni, fino al 2011. In seguito tornò alcune volte come corrispondente speciale, ad esempio in occasione delle Olimpiadi.
Dal 2014 conduce The Meredith Vieira Show, un talk-show pomeridiano.
Sposata con il collega Richard Cohen, la Vieira è madre di tre figli.